# Ая (приток Катуни)
Ая — река в России, протекает по Алтайскому району Алтайского края России.
Длина реки составляет 26 км.
Ая начинается на склонах горы Листвянская Семинского хребта. Генеральным направлением течения реки является восток. Устье реки находится в 113 км по левому берегу реки Катунь на территории одноимённого села.
Притоки: Плесс, Айченок.

## Данные водного реестра
По данным государственного водного реестра России относится к Верхнеобскому бассейновому округу, водохозяйственный участок реки — Катунь, речной подбассейн реки — Бия и Катунь. Речной бассейн реки — (Верхняя) Обь до впадения Иртыша.
Код водного объекта в государственном водном реестре — 13010100312115100007135.